# Heinrich Kautz
Heinrich Kautz (Pseudonyme: Ida Gruiterman, Elisabeth Leithing, * 14. Februar 1892 in Hitdorf/Rheinland; † 13. Dezember 1978 in Dormagen-Delhoven) war ein deutscher Pädagoge und Schriftsteller.

## Leben
Heinrich Kautz war von 1912 bis 1914 Volksschullehrer in Hamborn. Er absolvierte ein Studium der Pädagogik, Philosophie und Geschichte an der Universität Köln und promovierte 1928 mit einer Arbeit über Industriepädagogik zum Doktor der Philosophie. Anschließend war er als Lehrer und als Dozent am "Deutschen Institut für Wissenschaftliche Pädagogik" in Münster tätig. Später wirkte er als Verlags- und Zeitschriftenredakteur in Düsseldorf, Duisburg und Donauwörth.
Heinrich Kautz verfasste neben pädagogischen, religionspädagogischen und theologischen Abhandlungen (u. a. über die Mystikerin Anna Katharina Emmerick) erzählende Jugendbücher mit katholischer Tendenz. Außerdem übersetzte er unter den Pseudonymen "Ida Gruiterman" und "Elisabeth Leithing" Jugendbücher aus dem Französischen und Niederländischen.

## Werke
- Um die Seele des Industriekindes, Donauwörth 1918
- Neubau des katholischen Religionsunterrichtes, Kevelaer
  - 1. Jesus, das göttliche Kind, 1923
  - 2. Ein System der katholischen Religionspädagogik, 1926
  - 3. Jesus, der Erlöser der Welt, 1926
- Im Schatten der Schlote, Einsiedeln 1926
- Industriemärchen, Kevelaer 1927
- Industrie formt Menschen, Einsiedeln 1928
- Das Ende der sozialen Frage in der Schau Franz Herwigs und Robert Hugh Bensons, Einsiedeln [u. a.] 1932
- Mein Jesus, bist du da?, Einsiedeln [u. a.] 1932
- Sonnenvogel, Donauwörth 1932
- Die Welt des armen Mannes, Einsiedeln [u. a.] 1932
- Die heiligen Wochen der kleinen Pia, Einsiedeln [u. a.] 1934
- Das Gnadenkind von Dülmen, Dülmen 1935
- Neuntägige Andacht um die Fürbitte der gottseligen Anna Katharina Emmerick, Dülmen 1935
- Himmelspförtlein, Einsiedeln [u. a.] 1936
- Mit Anna Katharina Emmerick durch das Alte Testament, Erkenschwick/Westf. 1936
- Mit Anna Katharina Emmerick durch das Neue Testament, Erkenschwick, Kr. Recklinghausen i. W. 1936
- Via crucis, Erkenschwick, Kr. Recklinghausen i. W. 1936
- Das Leben der gottseligen Anna Katharina Emmerick, Erkenschwick, Kr. Recklinghausen i. W. 1937
- Der Goldreif, Donauwörth 1943
- Der Königssprung, Donauwörth 1943
- Liebe kleine Scholle, Donauwörth 1943
- Die seidene Schärpe, Donauwörth 1943
- Maria mit dem Kinde lieb, Essen 1948
- Beichtkind, Donauwörth 1949
- Der Kinderfreund im Sakrament, Essen 1949
- Der Weg zur großen Freude, Donauwörth 1949
- Firmkind, Donauwörth 1950
- Kommunionkind, Donauwörth 1950
- Unser Kommunionkind, Donauwörth 1950
- Herz-Jesu-Kind, Einsiedeln [u. a.] 1954
- Schutzengel mein, Einsiedeln [u. a.] 1954
- Das bunte Buch von den Tieren und Blumen, Donauwörth 1960
- Das bunte Buch von der reichen Erde, Donauwörth 1962
- Erziehung zur Erstbeichte und Erstkommunion durch die Familie, Köln 1966
- Gotteskind bist du, Köln 1968
- Kommunionkind heute, Köln 1969
- Demokratie und Christentum in der Krisensituation unserer Zeit, Sankt Augustin 1976
- Das zerschlagene Menschenbild, Sankt Augustin 1977

## Übersetzungen
- Jacob Bergeyck: Am Kongo herrschen die Toten, Donauwörth 1963 (übersetzt unter dem Namen Ida Gruiterman)
- Rose Dardennes: Der Zauberer von Ceylon, Donauwörth 1959 (übersetzt unter dem Namen Elisabeth Leithing)
- Eve Dessarre: Wiogan und der weiße Mann, Donauwörth 1963 (übersetzt unter dem Namen Elisabeth Leithing)
- René Duverne: Atoll 72, Donauwörth 1958 (übersetzt unter dem Namen Elisabeth Leithing)
- René Duverne: Dominika, Donauwörth 1958 (übersetzt unter dem Namen Elisabeth Leithing)
- Louise N. Lavolle: Nuno und das Meer, Donauwörth 1961 (übersetzt unter dem Namen Elisabeth Leithing)
- Marianne Monestier: Kawanga, das Eskimo-Mädchen, Donauwörth 1965 (übersetzt unter dem Namen Elisabeth Leithing)
- Denyse Renaud: Verirrt in den Savannen, Donauwörth 1956 (übersetzt unter dem Namen Elisabeth Leithing)
- Henriette Robitaillie: Luzia und drei Buben, Donauwörth 1958 (übersetzt unter dem Namen Elisabeth Leithing)
- May-Izelle Rostain: Kleine Amsel, Donauwörth 1957 (übersetzt unter dem Namen Elisabeth Leithing)
- Robert Teldy-Naim: Candala im hohen Gras, Donauwörth 1960 (übersetzt unter dem Namen Elisabeth Leithing)
- Dries van Coillie: Der begeisterte Selbstmord, Donauwörth 1960 (übersetzt unter dem Namen Ida Gruiterman)
- Marcelle Verité: Die Elstergasse in Paris, Donauwörth 1957 (übersetzt unter dem Namen Elisabeth Leithing)